# Клече-при-Долу
Клече-при-Долу (словен. Kleče pri Dolu) — поселення в общині Дол-при-Любляні, Осреднєсловенський регіон, Словенія. 
Висота над рівнем моря: 266,2 м.